# Тушицька Марія
Марі́я Ту́шицька (у шлюбі Руда-Чернекова; 4 жовтня 1897, Збараж — 29 липня 1943, Прага) — українська живописниця, скульпторка, художниця театру.

## Життєпис
Навчалася у Львівській художньо-промисловій школі, яку закінчила у 1925-му. 1945 року закінчила Українську академію пластичного мистецтва у Празі.

## Творчість
Серед творів: пейзажі, натюрморти, жанрові картини, декорації до вистав Українського театру товариства «Просвіта» в м. Ужгород, скульптурні портрети.